# Јапанска лака крстарица Натори
Крстарица Натори (јап:名取 軽巡洋艦) је припадала серији јапанских лаких крстарица класе Нагара, и коришћена је током Другог светског рата. Име је добила по реци Натори, која протиче кроз префектуру Мијаги, Јапан.

## Позадина
Натори је била четврта од шест лаких крстарица класе класе Нагара. Као и остали бродови ове класе, она је била намењена за улогу заставног брод флотила разарача и подморница.

## Служба

### Рани период
Крстарица Натори је грађена у Мицубишијевом бродоградилишту у Нагасакију, и завршена је 15. септембра 1922. године, Убрзо по комплетирању, Натори је укључена у патролирање дуж Кинеске обале. Од 1938. године, она базира на Тајван, одакле помаже у заштити искрцавања јапанских трупа на обале јужне Кине.
У 1940. години, неслагање око границе између Сијама и Француске Индокине, је прерасло у оружани сукоб. Јапанци организују „Конференцију за прекид непријатељства“ која је била одржана у Сајгону, а прелиминарни документ за прекид борбе између Вишијске Француске, генерала Анри Филип Петена, и Краљевине Сијам, је потписан 31. јануара 1941. године на палуби крстарице Натори.

### Рана фаза Пацифичког рата
Дана, 26. новембра 1941. године, Натори постаје заставни брод 5. флотиле разарача контраадмирала Кензабуро Харе, у саставу Треће флоте вицеадмирала Ибо Такахашија, и била је додељена снагама Прве јуришне јединице за освајање Филипина. У време напада на Перл Харбор, Натори ескортује 6 транспортна брода на којима су се налазили делови 48. јапанске пешадијске дивизије, који су били на путу од Макунга – Тајван, до Апарија – северни Лузон. Јапанске инвазионе снаге су биле нападнуте 10. децембра 1941. године, од 3 бомбаредра Б-17 летеће тврђаве из 14. бомбардерске ескадриле, оштећујући лакше крстарицу Натори и разарач Харуказе. Након краћег ремонта у бази Макунг, Натори прати крајем децембра 27 транспортна брода ка заливу Лингајен, на којима су се налазили; 47. пешадијски пук из сатава 48. пешадијске дивизије и 4. тенковски пук. Натори је 26. децембра 1941. године, укључена у сатав ескорне јединице бр. 2, зједно са лаком крстарицом Каши, чији је задатак био да ескортују трећи конвој ка Малаји, до Сингора, Тајланд.

### Битка у пролазу Сунда
У другој половини фебруара 1942. године, Натори је укључена у ескортовању и покривању инвазионих снага за освајање Холандске Источне Индије, и учествује у бици у пролазу Сунда, 28. фебруара 1942. године.
Крстарица Натори, заједно са разарачима Асаказе, Ширајуки, Хацујуки, Ширакумо, Муракумо и Шикинами, и тешким крстарицима Микума и Могами, разврставају се северно и западно од области искрцавања. Америчка тешка крстарица Хјустон и аустралијска лака крстарица Перт улазе у пролаз Сунда и нападају јапанске транспортне бродове, који су били под заштитом свега три разарача; Харуказе, Хатаказе и Фубуки. Јапански разарачи пуштају димну завесу како би сакрили своје транспортне бродове. Фубуки се издваја и напада крстарице Хјустон и Перт лансирајући торпеда.
У 23:00 сати, Натори и њени разарачи се састају са западном заштитном групом, у којој су се налазиле крстарице Могами и Ширакумои разарач Шикинами. Шикинами отвара ватру из својих топова ка савезницима. Крстарица Натори, заједно са разарачима Хацујуки и Ширајуки, такође отварају ватру и брзо затварају област. У 23:08 сати, савезничке крстарице се окрећу у правцу североистока, а Натори и њени разарачи се крећу у правцу југоистока, у три колоне. Између 23:10 и 23:19 сати, јапансци лансирају 28 торпеда ка савезницима. Крстарица Перт, артиљеријском ватром оштећује кормило на разарачу Харуказе и командни мост на разарачу Ширајуки.
У 23:19 сати, крстарице Микума и Могами испаљују по 6 торпеда ка крстарици Перт, са даљине од 8.500 метара, а отварају ватру из својих топова главне артиљерије, са даљине од 11.000 метара, потпомогнуте рефлекторима за разарача. У 23:37 сати, крстарица Могами испаљује 6 торпеда ка америчкој крстарица Хјустон. Сва торпеда промашују, али зато погађају јапанске транспортне бродове; Сакура Мару, Хораи Мару, Тацуно Маро и Рјуџо Мару на коме се налазио и командант јапанске 16. армије, генерал-лајтант Хитоши Имамура.
У 23:26 сати, разарачи Харуказе и Хатаказе, лансирају торпеда, а у 23:30 сати, лансирају торпеда и разарачи Ширакумо и Муракумо. Укупно, Јапанци су лансирали око 90 торпеда у овој борби. Крстарица Перт, са мало муниције, кретала се брзином од 28 kn (52 km/h), када је погодило прво торпедо у пределу предњег машинског одељења. Друга два торпеда је погађају у пределу предњег магацина и крмене топовске куле "X", а тоне на око 3 наутичке миље источно-југоисточно од рта Сент Николас, након 4-тог поготка торпеда. У 00:45 сати, тоне и крстарица Хјустон.
Дана, 10. марта 1942. године, Натори је придружена 16. дивизији крстарица, заједно са лаком крстарицом Нагара. Након окупације Јаве, Натори узима учешће у бици код Комодорских острва. У тој бици, 1. априла 1942. године, америчка подморница Сивулф, испаљује три торпеда ка крстарици Натори, али сва промашују. Међутим крстарица Нака, није била те среће, и њу погађа торпедо у десни бок, уништавајући котао бр. 1, те је стога морала бити одвучена од стране крстарице Натори у залив Бантан.
Априла 1942. године, Натори је ангажована у патролирању Јаванским морем, које ће трајати све до јуна. Након једног краћег ремонта у бази Маизуру, Натори се враћа ка Јаванском и Тиморском мору, где остаје до децембра 1942. године, са повременим посетама база Мергуи – Бурма, Пенанг, Сингапур и Давао.
Дана, 21. децембра 1942. године, крстарица Натори укрцава једну специјалну морнаричку десантну јединицу, коју искрцава код Холандије, Нова Гвинеја. Почетком следеће године (9. јануар), на око 18 наутичких миља југоисточно од острва Амбон, крстарица Натори је уочена од америчке подморнице Тотег, на даљини од 3.000 метара. Подморница испаљује два торпеда која погађају крстарицу Натори у крму, која се одваја од брода заједно са кормилом. У следећих неколико минута, док се Натори кретала смањеном брзином, Тотег испаљује још два торпеда, али оба промашују, и Натори успева да побегне.

### Поправка и модернизација
Дана, 21. јануара 1943. године, у бази Амбон, Натори је оштећена од екплозија бомби које су пале у њеној близини, а бачене су из бомбардера Б-24 Либератор, из 90. бомбардерске групе, 319. бомбардерске ескадриле. Експлозије бомбе су пробиле оплату брода и изазвале продор воде у друго котловско одељење. Натори напушта базу Амбон и одлази ради ремонта ка Макасару, где није било могуће да се изврши поправка, те стога Натори одлази у Сингапур. Иако оправка није завршена до 24. маја 1943. године, донета је одлука да се крстарица Натори пошаље у Јапан, ради даље поправке и модернизације.
У бази Маизуру, са крстарице Натори су скинуте куле са њеним топовима главне артиљерије бр. 5 и бр. 7, као и њен катапулт за хидроавионе и покретна дизалица. Постављен је један двоцевни тешки против-авионски топ од 127 mm, и два троцевна против-авионска топа од 25 mm, чиме је број ових топова повећан на 14 цеви (2x3, 2x2, 4x1). Затим је уграђен један радар за ваздушно осматрање Тип-21, а инсталиран је и хидрофон на њеном прамцу. Поправка и модернизација, су завршени 1. априла 1944. године, и Натори постаје заставни брод 3. флотиле разарача централно пацифичке флоте.

### Операције око Филипина
Дана, 5. јуна 1944. године, Натори украцава један одред јапанских војника у бази Куре и пребације их у Давао – Минданао, где их искрцава, а укрцава друге јапанске трупе које пребацује на Палау, где стиже 14. јуна 1944. године (дан пре битке у Филипинском мору). Крстарица Натори остаје у базу Давао све до августа, служећи као стражарски брод.
Америчка подморница Блуџил, док је патолирала 20. јула 1944. године у близини јапанске базе Давао, уочава крстарицу Натори, али не успева да оствари позицију за напад. Натори стиже у базу Палау 21. јула, ради помоћи при евакуацији 800 јапанских и корејских проститутки, ка бази Давао.
Дана, 18. августа 1944. године, на око 200 наутичких миља источно од острва Самар, крстарица Натор је била у пратњи транспорта ка бази Палау, када је била уочена од америчке подморнице Хардхед, источно од пролаза Сан Бернандино. Америчка подморница идентификује мету као бојни брод и прелази у напад. Једно торпедо из њеног првог плотуна од 5 торпеда, каја су испаљена са даљине од 2.600 метара, погађа леви бок крстарице у пределу котловског одељења. Натори се зауставља, и убрзо је погађа по средини брода још једно торпедо из другог плотуна од 4 торпеда.
У 07:04 сати, крстарица Натори тоне заједно са 330 њених чланова посаде, укључујући и капетана Кубота. Разарачи Ураказе и Кијошимо успевају да спасу 194 бродоломника, а америчка подморница Стренџреј спашава четворицу са једног сплава за спашавање. Дана 12. септембра 1944. године, скоро месец дана од потонућа, амерички разарач Маршал, заробљава један чамац за спашавање са 44 преживела члана посаде крстарице Натори.
Натори је званично обрисана из списка јапанске морнарице 10. октобра 1944. године.

## Листа Капетана
- Капетан Јошичика Фукушима – 15. септембар 1922 — 1. децембар 1922.
- Капетан Минору Морита – 1. децембар 1922 — 20. новембар 1923.
- Капетан Таизо Огура – 20. новембар 1923 — 1. децембар 1924.
- Капетан Широ Иноуе – 1. децембар 1924 — 20. новембар 1925.
- Капетан Кеиђи Мизуки - 20. новембар 1925 — 1. новембар 1926.
- Капетан Кеиичи Ичикизаки – 1. новембар 1926 — 1. децембар 1926.
- Капетан Чуза Мацумото – 1. децембар 1926 — 20. август 1927.
- Капетан Такехико Цуда – 20. август 1927 — 15. новембар 1927.
- Капетан Југоро Аричи – 15. новембар 1927 — 1. август 1928.
- Капетан Тошиу Хигураши – 1. август 1928 — 10. децембар 1928.
- Капетан Кеничи Сада – 10. децембар 1928 — 30. новембар 1929.
- Капетан Јоширо Којама – 30. новембар 1929 — 1. децембар 1930.
- Капетан Таичи Мики – 1. децембар 1930 — 5. април 1931.
- Капетан Курајоши Хошино Hoshino – 5. април 1931 — 1. децембар 1931.
- Капетан Мичимото Накајама – 1. децембар 1931 — 10. јун 1932.
- Капетан Терумичи Гото – 10. јун 1932 — 1. децембар 1932.
- Капетан Мацукичи Мацуки – 1. децембар 1932 — 15. новембар 1933.
- Капетан Еиђиро Мацуура – 15. новембар 1933 — 15. новембар 1934.
- Капетан Фукуђи Киши – 15. новембар 1934 — 15. новембар 1935.
- Капетан Масао Окамура – 15. новембар 1935 — 1. децембар 1936.
- Капетан Јошимаса Накахара – 1. децембар 1936 — 10. новембар 1937.
- Капетан Хачиро Накао – 10. новембар 1937 — 5. децембар 1938.
- Капетан Такео Аруга – 5. децембар 1938 — 28. септембар 1939.
- Капетан Хироши Мацубара – 28. септембар 1939 — 15. новембар 1940.
- Капетан Теиширо Јамазуми – 15. новембар 1940 — 28. јул 1941.
- Капетан Сеиго Сасаки – 28. јул 1941 — 1. јул 1942.
- Капетан Тошихира Иногучи – 1. јул 1942 — 20. јануар 1943.
- Капетан Мицухару Уеда – 20. јануар 1943 — 20. јул 1943.
- Капетан Јасуђи Хираи – 20. јул 1943 — 18. март 1944.
- Капетан/Контраадмирал Тоши Кубота – 18. март 1944. – †18. август 1944.